# 興隆戰鬥
興隆戰鬥發生於1932年6月19日，地點則是在中國黑龍江省興隆一帶。是抗日戰爭初期的主要戰鬥之一，交戰一方為守軍國民革命軍，另一方則為日軍。而中國軍隊參與將領為馬占山。最後，馬占山未退，不過日軍佔有若干軍事據點。